# 瓦利阿斯尔清真寺
瓦利阿斯尔清真寺（波斯语：مسجد وليعصر (عج)，英语：Vali-e-Asr Mosque）位于伊朗的德黑兰。其名称来源于附近的瓦利阿斯尔大街，并以什叶派传统中的马赫迪为象征。 该清真寺由伊朗建筑与城市规划公司Fluid Motion Architects的创始人Reza Daneshmir和Catherine Spiridonoff设计。 该清真寺占地3855平方米，共有八层，其中四层位于地下。 除了作为祈祷场所外，清真寺还设有图书馆和多个教室，兼用作文化中心。 由于缺乏传统的圆顶和宣礼塔，该清真寺在伊朗引发了争议，导致其宗教活动于2018年被伊朗政府暂停。

## 历史

### 建设过程
清真寺现址最初由Suleiman Manavi购买，后由其孙子Davood Manavi继承，后者是巴哈伊教信徒。伊朗革命后，政府因Manavi的宗教信仰没收了该土地，并将其用作停车场，直到1980年代初才首次提出在此建造清真寺的计划。尽管组织了筹款活动，但未能成功。 二十年后，在马哈茂德·艾哈迈迪内贾德担任德黑兰市长期间，首次提出了当前清真寺的建设方案。他希望新清真寺能在相对世俗的区域（包括德黑兰大学及其周边书店）增强宗教影响力。 该计划遭到艺术家和知识分子的强烈反对，他们担心这座55米高的清真寺会遮蔽邻近的德黑兰城市剧院并威胁其结构安全。许多批评者更倾向于扩建邻近的公园。2005年穆罕默德·巴吉尔·加利巴夫当选德黑兰市长后，反对者举行了静坐抗议，最终决定委托Fluid Motion Architects重新设计清真寺。 设计团队通过取消传统元素（如圆顶和宣礼塔）降低了清真寺的高度，以实现与周围环境的和谐。然而，这一非传统设计遭到伊朗保守派的反对，导致法律纠纷和资金短缺，施工进度因此延误。 尽管如此，清真寺最终于2018年完工。

### 宗教活动终止
在建设后期及完工后的几周内，清真寺因缺乏传统元素（尤其是圆顶和宣礼塔）以及其相对较小的规模遭到伊朗保守派的批评。他们认为清真寺必须包含大型、显眼的特征以体现安拉的伟大，并批评其后现代主义设计缺乏意义。 此外，Catherine Spiridonoff的祖父是基督徒而非穆斯林，这也引发了对清真寺合法性的质疑。 争议最终导致伊朗政府介入，暂停了清真寺的宗教活动，并通过法律禁止建造没有圆顶或宣礼塔的清真寺。

## 建筑
清真寺的设计旨在与周围文化环境（尤其是邻近的德黑兰城市剧院）和谐共存。建筑师摒弃了外在设计元素（如高度），转而强调内在元素（如伊斯兰教的简约和谦卑），并以库巴清真寺的原始形式为灵感。 建筑师还希望吸引当地年轻人和知识分子群体，因此设计中融入了现代元素。

### 内部
清真寺内部使用白色石膏装饰天花板和墙壁，地面铺设奶油色大理石，这些材料的选择可能受预算限制。 内部装饰简约，仅米哈拉布覆盖波斯蓝瓷砖。米哈拉布贯穿整个朝向墙，与传统设计不同。

### 外部
外部采用洗刷混凝土建造，因其价格低廉且与邻近的德黑兰城市剧院风格一致。 最显著的特征是倾斜的屋顶，原计划作为连接公园和剧院的中庭，但因无法进入而未实现。 屋顶高度与公园和剧院的天花板高度相对应，并设有天窗，灵感来自伊朗拱顶几何结构。 清真寺设有两个入口，北入口设计为帐篷状，西入口则借鉴了希克斯罗图福拉清真寺的入口设计。